# Crapivnicia donabilis
Crapivnicia donabilis är en tvåvingeart som beskrevs av Richter 1994. Crapivnicia donabilis ingår i släktet Crapivnicia och familjen parasitflugor. Inga underarter finns listade i Catalogue of Life.